# Referendum zur Änderung vom 19. März 2021 des Covid-19-Gesetzes
Das Referendum zur Änderung vom 19. März 2021 des Covid-19-Gesetzes war ein fakultatives Referendum über die Änderungen vom 19. März 2021 an dem Covid-19-Gesetz in der Schweiz. Die Abstimmung dazu fand am 28. November 2021 statt. Bei einer hohen Beteiligung nahmen mehr als drei Fünftel der Abstimmenden die Gesetzesänderungen an.

## Die Gesetzesänderung
Das Covid-19-Gesetz wurde am 25. September 2020 vom Nationalrat und Ständerat angenommen. Es bildet zusammen mit dem Epidemiengesetz die Grundlage für gesundheitspolizeiliche Massnahmen im Zusammenhang mit der Bekämpfung der COVID-19-Pandemie in der Schweiz und für Massnahmen zur Abfederung der negativen Folgen für Wirtschaft und Gesellschaft. Am 18. Dezember 2020 wurde das Gesetz zum ersten Mal geändert. Aufgrund der Entwicklung der Pandemie präsentierte der Schweizer Bundesrat dem Parlament am 17. Februar 2021 erneut einen Entwurf zur Änderung des Covid-19-Gesetzes. Damit sollten:
- die Mittel für die kantonalen Härtefallprogramme für die betroffenen Unternehmen von 7,5 auf 10 Milliarden Franken aufgestockt werden.
- bei der Arbeitslosenversicherung die Auszahlung von Taggeldern um drei Monate verlängert werden
- Entschädigungen für Kurzarbeit anstatt für drei bis Ende 2021 für sechs Monate gezahlt werden
- Beiträge des Bundes an kantonale Finanzhilfen für den Ausfall von Elternbeiträgen für die familienergänzende Kinderbetreuung nicht wie bisher nur für private Institutionen, sondern auch für durch die öffentliche Hand geführte Institutionen ausgerichtet werden.

Als Ergebnis der Beratungen im Parlament wurden folgende Ergänzungen vorgenommen:
- Es wurden Grundsätze ergänzt, an die sich der Bundesrat zu halten hat.
- Geimpften Personen wird grundsätzlich keine Quarantäne auferlegt.
- Es werden rechtliche Grundlage für ein Zertifikat als Impf-, Test- oder Genesungsnachweis geschaffen.
- Der Bund kann sich an den nicht gedeckten Kosten von Veranstaltern überkantonaler Bedeutung beteiligen.
- Erhalten Unternehmen Härtefallhilfen, so werden auch für die folgenden Jahre die Auszahlungen von Dividenden und Tantiemen sowie die Rückerstattung von Kapitaleinlagen beschränkt.

Die Gesetzesänderung wurde am 19. März 2021 in den Schlussabstimmungen im Ständerat und im Nationalrat genehmigt und trat am Folgetag in Kraft.

## Das Referendum
Das Referendum kam vor das Volk, weil eine ausreichende Anzahl an Unterschriften gesammelt wurde. Am 17. August 2021 gab die Bundeskanzlei das Zustandekommen des Referendums gegen die Gesetzesänderung vom 19. März 2021 mit 74'469 gültigen eingereichten Unterschriften bekannt. Gemäss Beschluss des Bundesrates vom 30. Juni 2021 kommt die Gesetzesänderung daher zur Abstimmung.
Die Schweizer Stimmberechtigten entschieden darüber, ob die im März vom Parlament beschlossene Änderung am Covid-19-Gesetz Bestand haben wird. Die Gesetzesänderung schafft unter anderem die gesetzliche Grundlage für die Einführung des Covid-Zertifikats. Dieses ist auch der am meisten umstrittene Teil der Ergänzungen. Die Gegner argumentierten, das Zertifikat spalte die Gesellschaft und verhindere, dass gesunde Menschen am öffentlichen Leben teilnehmen könnten. Die Befürworter hielten dagegen, dass gerade das Zertifikat überhaupt wieder ein öffentliches Leben erlaube und insbesondere Auslandreisen ohne Zertifikat nicht mehr möglich seien, da alle Nachbarländer ein solches ebenfalls einsetzten. Die Schweiz ist das einzige Land, in dem bisher die Bevölkerung über das Zertifikat abstimmen konnte. Es war das zweite Mal, dass das Covid-19-Gesetz zur Urnenabstimmung kommt. Am 13. Juni 2021 wurde das Gesetz bereits bei einer Abstimmung mit 60 % bestätigt.
Die Abstimmung vom 28. November 2021 bezog sich nur auf die Änderung des Covid-19-Gesetzes vom 19. März 2021. Die restlichen Bestimmungen des Gesetzes bleiben davon unabhängig in Kraft. Falls die Änderungen vom 19. März 2021 abgelehnt worden wären, wären sie ein Jahr später ausser Kraft getreten, also am 19. März 2022.

## Befürworter der Gesetzesänderung und Argumente
Ausser der SVP sprachen sich alle im Parlament vertretenden Parteien für die Änderung des Covid-19-Gesetzes aus. Auch der Bundesrat unterstützt das Gesetz und dessen Änderungen. Eine breit abgestützte politische Allianz aus FDP.Die Liberalen, Die Mitte, EVP, Grünliberale Partei, Grüne und SP gründete das «überparteiliche Komitee Ja zum Covid-Gesetz». Zudem startete die «Schweizerische Stiftung SPO Patientenorganisation» die «Ja-Kampagne der Zivilgesellschaft für das Covid-Gesetz», die von zahlreichen Organisationen unterstützt wird.
Bundesrat und Parlament weisen darauf hin, dass das Covid-19-Gesetz es erlaube, Menschen und Unternehmen besser zu schützen. Die Anpassungen würden die wirtschaftliche Hilfe ausweiten und die Unterstützungslücken schliessen. Dadurch können dringende Hilfe an Menschen und Unternehmen gewährt werden und die Unternehmen erhielten eine Planungssicherheit. Das Covid-Zertifikat vereinfache Auslandreisen und vermeide Verbote und Schliessungen. Die Änderung sei im ordentlichen demokratischen Verfahren entstanden, ermögliche die gemeinsame Krisenbewältigung und sichere die demokratische Mitbestimmung. Ein Nein zu den Änderungen würde die bewährte Krisenbewältigung gefährden.

## Gegner der Gesetzesänderung und Argumente
Das Referendum wurde von drei Bürgerkomitees auf den Weg gebracht. Die SVP und die EDU unterstützen das Referendum. Auf ihrer Sommerversammlung lehnten die Delegierten der SVP das Gesetz mit 181 zu 23 Stimmen ab.
Für die Komitees ist die Gesetzesänderung unnötig und extrem. Zum Schutz vor Covid oder anderen Krankheiten genügen ihres Erachtens die bestehenden Gesetze. Die Gesetzesänderung führe zu einem indirekten Impfzwang, spalte die Schweiz und führe zu einer elektronischen Massenüberwachung. Zudem bedeute sie eine Machtausweitung des Bundesrats, der dadurch die Kontrolle über das gesamte Leben der Bürger erhalte.

## Abstimmungsfrage
«Wollen Sie die Änderung vom 19. März 2021 des Bundesgesetzes über die gesetzlichen Grundlagen für Verordnungen des Bundesrates zur Bewältigung der Covid-19-Epidemie (Covid-19-Gesetz) (Härtefälle, Arbeitslosenversicherung, familienergänzende Kinderbetreuung, Kulturschaffende, Veranstaltungen) annehmen?»

## Meinungsumfragen
| Institut    | Auftraggeber | Datum             | Ja   | Eher Ja | Unentschieden Keine Antwort | Eher Nein | Nein |
| ----------- | ------------ | ----------------- | ---- | ------- | --------------------------- | --------- | ---- |
| gfs.Bern    | SRG SSR      | 9. Oktober 2021   | 48 % | 13 %    | 3 %                         | 7 %       | 29 % |
| LeeWas GmbH | Tamedia      | 12. Oktober 2021  | 59 % | 4 %     | 2 %                         | 3 %       | 32 % |
| LeeWas GmbH | Tamedia      | 29. Oktober 2021  | 66 % | 3 %     | 1 %                         | 2 %       | 28 % |
| gfs.Bern    | SRG SSR      | 7. November 2021  | 51 % | 10 %    | 1 %                         | 5 %       | 33 % |
| LeeWas GmbH | Tamedia      | 12. November 2021 | 67 % | 1 %     | 1 %                         | 1 %       | 30 % |

Bemerkung: Das Datum bezeichnet den mittleren Zeitpunkt der Umfrage, nicht den Zeitpunkt der Publikation der Umfrage.

## Abstimmungskampf
Der Abstimmungskampf wurde intensiv, emotional und aufgeladen geführt, wobei vor allem das Nein-Lager sehr präsent war. Plakate der Nein-Kampagne wurden beschädigt und deren Website gehackt. SP-Co-Präsident Cédric Wermuth sprach vom «krassesten Abstimmungskampf» seiner Karriere und bemängelte eine «Verrohung der Sitten». Das Nein-Komitee bemängelte, dass die täglichen Hassreden gegenüber der Bürgerrechtsbewegung unerträglich seien. Gegen Michael Esfeld, Professor für Philosophie an der Universität Lausanne, seien sogar Morddrohungen eingegangen, nachdem er in einem Zeitungsinterview sich gegen die Coronamassnahmen geäussert habe.
Wermuth bemängelte «teils unwahren Behauptungen im Abstimmungskampf ums Covid-Gesetz. (…) Die Verwendung offensichtlich falscher Informationen und die Verdrehung von Tatsachen haben einen bisher ungekannten Höhepunkt erreicht.» Er schlug vor, eine Lauterkeitskommission zu schaffen, die politische Werbung auf Fakten und Lügen prüft.
Seit August 2021 demonstrierten die sogenannten «Freiheitstrychler» wöchentlich vor dem Bundeshaus in Bern. Bei einer Demonstration am 16. September 2021 kam es zu Ausschreitungen. Die Polizei habe einen «Sturm auf das Bundeshaus» gerade noch abwenden können, schrieb Berns Sicherheitsdirektor Reto Nause. Bundesrat Ueli Maurer zeigte sich am 12. September 2021 in einem Hemd der «Freiheitstrychler», was als Sympathiekundgebung für die Trychler und damit als Bruch des bundesrätlichen Kollegialitätsprinzips kritisiert wurde. Maurer dementierte dies und erklärte, er habe das Shirt aus «reinem Zufall» angezogen und es etwa fünf Minuten angehabt. Dies sein keine Provokation gewesen.
Die Luzerner Zeitung schrieb: «Selten waren Diskussionen so hitzig, die Fronten derart verhärtet, und selten war die Haltung gegenüber dem anderen Lager so unnachgiebig. Die absehbare rekordhohe Stimmbeteiligung ist Ausdruck davon.» Für den Abstimmungstag rechnete die Berner Polizei mit Ausschreitungen und sperrte vorsorglich Bereiche um das Bundeshaus ab.
Die Schweizerische Gemeinnützige Gesellschaft rief im November 2021 zu einer «Rückkehr zum Dialog und zu einer respektvollen Gesprächskultur» auf und schaltete dazu unter anderem ganzseitige Inserate in Schweizer Zeitungen.

## Ergebnis

Karte des Abstimmungsergebnisses

Der intensiv geführte Abstimmungskampf hatte eine hohe Mobilisierung beider Lager zur Folge. Die Beteiligung von 65,72 Prozent ist die vierthöchste seit der Einführung des Frauenstimmrechts im Jahr 1971. Gegenüber der ersten Abstimmung über das Covid-19-Gesetz fiel die Zustimmung mit 62,01 Prozent um rund zwei Prozentpunkte höher aus.
Provisorisches amtliches Endergebnis:
| Kanton                 | Ja        | Ja-Anteil | Nein      | Nein-Anteil | Beteiligung |
| ---------------------- | --------- | --------- | --------- | ----------- | ----------- |
| Aargau                 | 0178'931  | 62,57 %   | 0107'030  | 37,43 %     | 65,71 %     |
| Appenzell Ausserrhoden | 0014'299  | 50,68 %   | 0013'913  | 49,32 %     | 72,86 %     |
| Appenzell Innerrhoden  | 0003'740  | 44,22 %   | 0004'718  | 55,78 %     | 70,76 %     |
| Basel-Landschaft       | 0080'640  | 64,97 %   | 0043'485  | 35,03 %     | 66,95 %     |
| Basel-Stadt            | 0051'335  | 70,58 %   | 0021'399  | 29,42 %     | 64,66 %     |
| Bern                   | 0307'115  | 62,52 %   | 0184'133  | 37,48 %     | 66,70 %     |
| Freiburg               | 0080'916  | 61,64 %   | 0050'352  | 38,36 %     | 63,11 %     |
| Genf                   | 0090'584  | 62,93 %   | 0053'351  | 37,07 %     | 54,00 %     |
| Glarus                 | 0009'460  | 54,18 %   | 0008'000  | 45,82 %     | 66,13 %     |
| Graubünden             | 0055'673  | 60,87 %   | 0035'786  | 39,13 %     | 65,86 %     |
| Jura                   | 0017'686  | 54,72 %   | 0014'632  | 45,28 %     | 60,68 %     |
| Luzern                 | 0122'706  | 62,35 %   | 0074'105  | 37,65 %     | 70,81 %     |
| Neuenburg              | 0041'726  | 64,35 %   | 0023'120  | 35,65 %     | 57,93 %     |
| Nidwalden              | 0013'291  | 59,09 %   | 0009'636  | 40,91 %     | 75,15 %     |
| Obwalden               | 0010'297  | 51,19 %   | 0009'819  | 48,81 %     | 75,37 %     |
| Schaffhausen           | 0023'514  | 59,86 %   | 0015'769  | 40,14 %     | 75,93 %     |
| Schwyz                 | 0038'586  | 48,62 %   | 0040'779  | 51,38 %     | 74,26 %     |
| Solothurn              | 0076'188  | 63,45 %   | 0043'895  | 36,55 %     | 66,41 %     |
| St. Gallen             | 0123'158  | 54,73 %   | 0101'876  | 45,27 %     | 68,89 %     |
| Tessin                 | 0085'764  | 65,32 %   | 0045'526  | 34,68 %     | 59,66 %     |
| Thurgau                | 0065'084  | 54,65 %   | 0054'001  | 45,35 %     | 69,10 %     |
| Uri                    | 0010'515  | 56,30 %   | 0008'161  | 43,70 %     | 70,41 %     |
| Waadt                  | 0177'058  | 63,63 %   | 0101'187  | 36,37 %     | 61,01 %     |
| Wallis                 | 0084'869  | 58,49 %   | 0060'231  | 41,51 %     | 65,40 %     |
| Zug                    | 0035'817  | 63,64 %   | 0020'463  | 36,36 %     | 72,49 %     |
| Zürich                 | 0422'791  | 66,19 %   | 0215'917  | 33,81 %     | 67,23 %     |
| Schweiz                | 2'222'373 | 62,01 %   | 1'361'284 | 37,99 %     | 65,72 %     |